# Relais 4 × 100 mètres féminin aux Relais mondiaux 2024
L'épreuve du relais 4 × 100 mètres féminin des relais mondiaux 2024 se déroule les 4 et 5 mai 2024 au Stade Thomas-Robinson de Nassau aux Bahamas.
Les relais mondiaux déterminent la meilleure équipe de relais mais constituent aussi le tournoi principal de qualification pour les Jeux olympiques de Paris en 2024 : les quatorze meilleures équipes sont retenues, laissant seulement deux équipes qualifiées selon leurs performances 2023-2024.

## Format
Lors du premier tour, les deux premières équipes de chaque série obtiennent un quota olympique pour Paris 2024 (8 équipes) et se qualifient pour la finale des Relais Mondiaux. Le tour de repêchage, qui se déroule lors de la deuxième journée de compétition, est composé de trois séries : les deux premiers de chacune d’entre elles se qualifient pour les Jeux olympiques (6 équipes). La finale, qui réunit chacune les 8 équipes qualifiées lors du premier tour, se déroule en fin de deuxième journée des compétitions.

## Participation
30 équipes sont engagées.
| - Australie - Autriche - Bahamas - Belgique - Brésil - Canada - Chili - Chine - Côte d'Ivoire F - Colombie | - Cuba - Danemark - République dominicaine - Équateur - Espagne - Estonie - France - Grande-Bretagne F - Allemagne F - Hongrie | - Italie F - Jamaïque F - Japon - Liberia - Pays-Bas F - Nigeria - Pologne F - Suisse F - Trinité-et-Tobago - États-Unis F |

F : finaliste aux championnats du monde 2023

## Résultats

### Séries
Les 2 premiers de chaque série se qualifient pour la finale (Q) et pour les Jeux olympiques de 2024 (OQ).
| Rang | Athlètes                                                                           | Pays                   | Temps | Série | Notes |
| ---- | ---------------------------------------------------------------------------------- | ---------------------- | ----- | ----- | ----- |
| 1    | Tamari Davis, Gabrielle Thomas, Celera Barnes, Melissa Jefferson                   | États-Unis             | 42.21 | 1     | Q, OQ |
| 2    | Asha Philip, Imani-Lara Lansiquot, Bianca Williams, Amy Hunt                       | Royaume-Uni            | 42.33 | 4     | Q, OQ |
| 3    | Louise Wieland, Lisa Mayer, Gina Lückenkemper, Rebekka Haase                       | Allemagne              | 42.72 | 3     | Q, OQ |
| 4    | Krystsina Tsimanouskaya, Monika Romaszko (de), Magdalena Stefanowicz, Ewa Swoboda  | Pologne                | 42.81 | 2     | Q, OQ |
| 5    | Ebony Lane, Bree Masters, Ella Connolly, Torrie Lewis                              | Australie              | 42.83 | 3     | Q, OQ |
| 6    | Murielle Ahouré-Demps, Jessika Gbai, Maboundou Koné, Marie-Josée Ta Lou            | Côte d'Ivoire          | 42.83 | 3     |       |
| 7    | Sonia Molina-Prados, Jaël Bestué, Paula Sevilla, María Isabel Pérez                | Espagne                | 42.85 | 3     |       |
| 8    | N'Ketia Seedo, Marije van Hunenstijn, Minke Bisschops, Tasa Jiya                   | Pays-Bas               | 42.88 | 4     | Q, OQ |
| 9    | Sade McCreath, Marie-Éloise Leclair, Audrey Leduc, Crystal Emmanuel                | Canada                 | 42.98 | 2     | Q, OQ |
| 10   | Liang Xiaojing, Ge Manqi, Yuan Qiqi, Li Yuting                                     | Chine                  | 43.03 | 2     |       |
| 11   | Zaynab Dosso, Dalia Kaddari, Anna Bongiorni, Alessia Pavese                        | Italie                 | 43.08 | 2     |       |
| 12   | Orlann Oliere, Gémima Joseph, Hélène Parisot, Mallory Leconte                      | France                 | 43.09 | 1     | Q, OQ |
| 13   | Ebony Morrison, Destiny Smith-Barnett, Maia McCoy, Symone Darius                   | Liberia                | 43.15 | 4     |       |
| 14   | Justina Tiana Eyakpobeyan, Favour Ofili, Olayinka Olajide, Tima Godbless           | Nigeria                | 43.15 | 1     |       |
| 15   | Devynne Charlton, Camille Rutherford, Charisma Taylor, Printassia Johnson (de)     | Bahamas                | 43.17 | 4     |       |
| 16   | Taejha Badal, Michelle-Lee Ahye, Reese Webster, Leah Bertrand (de)                 | Trinité-et-Tobago      | 43.22 | 4     |       |
| 17   | Géraldine Frey, Salomé Kora, Léonie Pointet (de), Sarah Atcho                      | Suisse                 | 43.29 | 1     |       |
| 18   | Jodean Williams, Tia Clayton, Alana Reid, Remona Burchell                          | Jamaïque               | 43.33 | 2     |       |
| 19   | Jusztina Csóti (de), Anna Kocsis (de), Boglárka Takács, Alexa Sulyán               | Hongrie                | 43.66 | 4     |       |
| 20   | Aimara Nazareno (de), Anahí Suárez, Nicole Caicedo, Ángela Tenorio                 | Équateur               | 43.67 | 3     |       |
| 21   | Gabriela Mourão (de), Ana Azevedo, Lorraine Martins, Vitória Cristina Rosa         | Brésil                 | 43.82 | 1     |       |
| 22   | Marlet Ospino, Angélica Gamboa (de), Laura Martínez (de), Natalia Linares          | Colombie               | 44.12 | 1     |       |
| 23   | Manaka Miura (de), Remi Tsuruta, Shuri Aono (de), Aiha Yamagata                    | Japon                  | 44.16 | 1     |       |
| 24   | Anaís Hernández (de), María Montt (de), Isidora Jiménez, Belen Ituarte             | Chili                  | 44.31 | 3     |       |
| 25   | Isabel Posch (de), Magdalena Lindner (de), Karin Strametz (de), Viktoria Willhuber | Autriche               | 44.49 | 4     |       |
| 26   | Liranyi Alonso (de), Martha Méndez (de), Milagros Durán, Fiordaliza Cofil          | République dominicaine | 44.72 | 2     |       |
| 27   | Miia Ott, Ann Marii Kivikas (de), Kreete Verlin (de), Diana Suumann (de)           | Estonie                | 44.81 | 3     |       |
| 28   | Astrid Glenner-Frandsen, Mathilde Kramer, Emma Beiter Bomme, Klara Skriver Loessl  | Danemark               | 45.03 | 2     |       |
|      | Rani Vincke (nl), Rani Rosius, Élise Mehuys (es), Delphine Nkansa                  | Belgique               | DQ    | 3     |       |
|      | Laura Moreira (de), Jocelin Echazabal (de), Yarima García (de), Yunisleidy García  | Cuba                   | DNF   | 4     |       |

### Tours de repêchage
Les 2 premiers de chaque série se qualifient pour les Jeux olympiques de 2024 (OQ).
| Rang | Athlètes                                                                           | Pays                   | Temps | Série | Notes |
| ---- | ---------------------------------------------------------------------------------- | ---------------------- | ----- | ----- | ----- |
| 1    | Zaynab Dosso, Dalia Kaddari, Irene Siragusa, Arianna de Masi                       | Italie                 | 42.60 | 1     | OQ    |
| 2    | Murielle Ahouré-Demps, Jessika Gbai, Maboundou Koné, Marie-Josée Ta Lou            | Côte d'Ivoire          | 42.63 | 1     | OQ    |
| 3    | Justina Tiana Eyakpobeyan, Favour Ofili, Olayinka Olajide, Tima Godbless           | Nigeria                | 42.71 | 3     | OQ    |
| 4    | Jodean Williams, Tia Clayton, Remona Burchell, Alana Reid                          | Jamaïque               | 42.74 | 2     | OQ    |
| 5    | Géraldine Frey, Salomé Kora, Léonie Pointet (de), Sarah Atcho                      | Suisse                 | 42.75 | 3     | OQ    |
| 6    | Sonia Molina-Prados, Jaël Bestué, Paula Sevilla, María Isabel Pérez                | Espagne                | 42.88 | 1     |       |
| 7    | Liang Xiaojing, Ge Manqi, Yuan Qiqi, Li Yuting                                     | Chine                  | 43.13 | 3     |       |
| 8    | Rani Vincke (nl), Rani Rosius, Janie de Naeyer, Delphine Nkansa                    | Belgique               | 43.17 | 1     |       |
| 9    | Devynne Charlton, Camille Rutherford, Charisma Taylor, Printassia Johnson (de)     | Bahamas                | 43.32 | 3     |       |
| 10   | Aimara Nazareno (de), Anahí Suárez, Nicole Caicedo, Ángela Tenorio                 | Équateur               | 43.47 | 1     |       |
| 11   | Gabriela Mourão (de), Ana Azevedo, Lorraine Martins, Vitória Cristina Rosa         | Brésil                 | 43.51 | 3     |       |
| 12   | Taejha Badal, Reese Webster, Reyare Thomas, Leah Bertrand (de)                     | Trinité-et-Tobago      | 43.54 | 2     | OQ    |
| 13   | Manaka Miura (de), Remi Tsuruta, Shuri Aono (de), Aiha Yamagata                    | Japon                  | 43.63 | 1     |       |
| 14   | Marlet Ospino, Angélica Gamboa (de), Laura Martínez (de), Natalia Linares          | Colombie               | 43.92 | 3     |       |
| 15   | Jusztina Csóti (de), Anna Kocsis (de), Boglárka Takács, Alexa Sulyán               | Hongrie                | 44.04 | 2     |       |
| 16   | Laura Moreira (de), Jocelin Echazabal (de), Yarima García (de), Yunisleidy García  | Cuba                   | 44.05 | 2     |       |
| 17   | Ebony Morrison, Destiny Smith-Barnett, Maia McCoy, Symone Darius                   | Liberia                | 44.31 | 2     |       |
| 18   | Isidora Jiménez, Viviana Olivares (de), Anaís Hernández (de), María Montt (de)     | Chili                  | 44.40 | 2     |       |
| 19   | Astrid Glenner-Frandsen, Mathilde Kramer, Emma Beiter Bomme, Klara Skriver Loessl  | Danemark               | 44.88 | 2     |       |
| 20   | Miia Ott, Ann Marii Kivikas (de), Kreete Verlin (de), Diana Suumann (de)           | Estonie                | 45.56 | 3     |       |
|      | Isabel Posch (de), Magdalena Lindner (de), Karin Strametz (de), Viktoria Willhuber | Autriche               | DNF   | 1     |       |
|      |                                                                                    | République dominicaine | DNS   | 3     |       |

### Finale
| Rang               | Pays            | Athlète                                                                   | Temps   | Notes |
| ------------------ | --------------- | ------------------------------------------------------------------------- | ------- | ----- |
| Médaille d'or      | États-Unis      | Tamari Davis, Gabrielle Thomas, Celera Barnes, Melissa Jefferson          | 41 s 85 | CR    |
| Médaille d'argent  | France          | Chloé Galet, Gémima Joseph, Hélène Parisot, Mallory Leconte               | 42 s 75 | SB    |
| Médaille de bronze | Grande-Bretagne | Alyson Bell, Amy Hunt, Bianca Williams, Aleeya Sibbons (es)               | 42 s 80 |       |
| 4                  | Allemagne       | Louise Wieland, Nele Jaworski (es), Gina Lückenkemper, Rebekka Haase      | 42 s 93 |       |
| 5                  | Australie       | Ebony Lane, Bree Masters, Ella Connolly, Torrie Lewis                     | 43 s 02 |       |
| 6                  | Pays-Bas        | N'Ketia Seedo, Marije van Hunenstijn, Minke Bisschops, Tasa Jiya          | 43 s 07 |       |
| 7                  | Canada          | Sade McCreath, Marie-Éloise Leclair, Audrey Leduc, Donna Ntambue          | 43 s 09 |       |
|                    | Pologne         | Martyna Kotwiła, Monika Romaszko (de), Magdalena Stefanowicz, Ewa Swoboda | DNF     |       |

## Légende
Records et Performances
- AR : Record continental (area record)
- CR : Record des championnats (championship record)
- MR : Record du meeting (meet record)
- NR : Record national (national record)
- OR : Record olympique (olympic record)
- PR : Record paralympique (paralympic record)
- PB : Record personnel (personal best)
- SB : Meilleure performance personnelle de la saison (season's best)
- WL : Meilleure performance mondiale de l'année (world leader)
- WJR : Record du monde junior (world junior record)
- WR : Record du monde (world record)

Circonstances et Conditions
- DNF : N'a pas terminé (did not finish)
- DNS : N'a pas pris le départ (did not start)
- DQ : Disqualification (disqualification)
- NM : Aucun essai valable enregistré (No Mark)
- Q : Qualifié « directement » au prochain tour (ou à la prochaine compétition), lors d'une compétition majeure, grâce au classement ou à la réalisation des minima (automatic qualifier)
- q : Qualifié au prochain tour (ou à la prochaine compétition), lors d'une compétition majeure, grâce au repêchage ou à la réalisation de l'une des meilleures performances parmi celles des « non qualifiés directement » (grâce au meilleur temps ou à la meilleure distance par exemple) (secondary qualifier)